# Olivia Pascal
Olivia Pascal (eigentlich Olivia Gerlitzki, * 26. Mai 1957 in München) ist eine deutsche Schauspielerin.

## Leben
Die gelernte Arzthelferin, die von Kind an eine intensive Ballettausbildung erhalten hatte, arbeitete aushilfsweise als Bürokraft bei der Filmproduktionsfirma Lisa Film in München. Hier wurde sie 1976 von dem Produzenten Karl Spiehs für den Film entdeckt und spielte danach in mehreren von Lisa Film produzierten Erotikfilmen und Sexkomödien. 1980 veröffentlichte sie die Single Glad All Over (Cover des Dave-Clark-Five-Hits von 1963), die in den deutschen Charts bis auf Platz 59 kam. Dem Fernsehpublikum wurde Pascal durch die von 1981 bis 1984 ausgestrahlte ARD-Musiksendung Bananas bekannt, zu deren Moderatorenensemble sie gehörte. Danach wirkte sie in weiteren populären Fernsehserien mit, u. a. 1986 als Christl in Irgendwie und Sowieso und von 1986 bis 1989 als Kindermädchen Carola in der Schwarzwaldklinik. Von 1988 bis 1997 (sowie 2008 in dem Special Die Akte Göttmann) verkörperte sie in der SOKO 5113 die Kriminalkommissarin Lizzy Berger.
Auf der Bühne spielte Pascal u. a. in den Produktionen Der muss es sein (1996–2001) und Auf und davon (1999–2002) der Theatergastspiele Kempf GmbH.
Von 2005 bis 2007 war sie in der Sat.1-Telenovela Verliebt in Berlin in der Rolle der Laura Seidel zu sehen. Im Juni 2010 übernahm sie eine Gastrolle als Richterin Felicitas Strehle in Sturm der Liebe. Von Juli bis Dezember pausierte sie, ehe sie Ende Dezember in einer Nebenrolle in die Serie zurückkehrte. Im August 2021 war sie in einer Gastrolle als Tierärztin in Kaiserschmarrndrama nach dem Eberhofer-Roman von Rita Falk zu sehen.

## Filmografie

### Kinofilme
- 1977: Vanessa
- 1977: Griechische Feigen
- 1977: Casanova & Co.
- 1977: Freude am Fliegen
- 1977: Oh lala – Die kleinen Blonden sind da (Arrête ton char… bidasse!)
- 1978: Unmoralische Novizinnen (Interno di un convento)
- 1978: Die Insel der tausend Freuden
- 1978: Summer Night Fever
- 1978: Popcorn und Himbeereis
- 1979: Cola, Candy, Chocolate
- 1979: Austern mit Senf
- 1981: Die Säge des Todes
- 1981: Burning Rubber
- 1981: Manche mögen’s prall (C.O.D.)
- 1983: Sunshine Reggae auf Ibiza
- 1984: Rennsaison (Races)
- 1985: Coconuts
- 1992: Samba Syndrom
- 2008: Tage wie Jahre (Kurzfilm)
- 2013: La corona spezzata
- 2021: Kaiserschmarrndrama

### Fernsehserien
- 1980: Tatort – Streifschuß
- 1981–1984: Bananas (29 Folgen)
- 1983: Der Androjäger – Die Brille im Nacken
- 1983: Monaco Franze – Der ewige Stenz – Ein ernsthafter älterer Herr
- 1984: Das Traumschiff – Brasilien
- 1984: Heiße Wickel – kalte Güsse (3 Folgen)
- 1984: Derrick – Tödlicher Ausweg
- 1986: Irgendwie und Sowieso (11 Folgen)
- 1985–1987: Die Schwarzwaldklinik (29 Folgen)
- 1987–1996: SOKO 5113 (83 Folgen)
- 1990: Liebesgeschichten
- 1990: Insel der Träume – Der Routinefall
- 1992: Ein Heim für Tiere – Samtpfötchen
- 1993: Das Traumschiff – Hongkong
- 1993: Die Kinderklinik (Amico mio) – Fratelli
- 1994–1997: Freunde fürs Leben (30 Folgen)
- 1996: Rosamunde Pilcher – Lichterspiele
- 1995: Kriminaltango – Freispruch für einen Toten
- 1997: Solo für Sudmann (4 Folgen)
- 1998: Der Bulle von Tölz: Berg der Begierden
- 1999: Die Wache – Kurzschluß
- 2000: Dr. Stefan Frank – Der Arzt, dem die Frauen vertrauen – Heimat
- 2000: Die Motorrad-Cops – Hart am Limit – Volles Risiko
- 2000: Café Meineid – Ein langer Blick
- 2001: Küstenwache – Tödlicher Schmuggel
- 2001: Für alle Fälle Stefanie – Die letzte Reise
- 2001: Der letzte Zeuge – Die Entführung
- 2003: SOKO Kitzbühel – Maximaler Profit
- 2003: Die Rosenheim-Cops – Tödliche Düfte
- 2003: Barbara Wood – Lockruf der Vergangenheit
- 2004: Rosamunde Pilcher – Königin der Nacht
- 2005: Die Schwarzwaldklinik – Die nächste Generation
- 2005: Das Traumschiff – Oman
- 2006: Medicopter 117 – Feuer
- 2007: Unser Charly – Alte Freunde – Neue Freunde
- 2008: SOKO 5113 – Die Akte Göttmann
- 2009: Pfarrer Braun – Im Namen von Rose
- 2009: Utta Danella – Der Verlobte meiner besten Freundin
- 2010: Rosamunde Pilcher – Flügel der Liebe
- 2005–2007: Verliebt in Berlin (39 Folgen)
- 2010: Sturm der Liebe
- 2013: Kommissar Stolberg – Die Unsichtbaren
- 2015: Tatort – Einmal wirklich sterben
- 2018: Um Himmels Willen – Brautalarm
- 2018–2019: Team Alpin (7 Folgen)
- 2021: Die Chefin – Der Wolf
- 2021: Der Beischläfer – Staffel 2 (7 Folgen)
- 2022: Zu jung zu sterben. Ein Krimi aus Passau (Fernsehreihe)

### Fernsehfilme
- 1983: Das Nürnberger Bett
- 1995: Das größte Fest des Jahres – Weihnachten bei unseren Fernsehfamilien
- 1997: Ein Schutzengel auf Reisen
- 1998: Das verbotene Zimmer
- 1999: Scomparsi: Squadra Mobile
- 1999: Fitz & Friedrich
- 1999: Männer sind was Wunderbares
- 1999: Squadra mobile scomparsi
- 2001: Die heimlichen Blicke des Mörders
- 2002: Jenseits des Regenbogens
- 2005: Helen, Fred und Ted
- 2006: Krimi Berlin
- 2008: Kommissar Süden und das Geheimnis der Königin
- 2011: Tödlicher Rausch
- 2014: Die Frau aus dem Moor
- 2014: Die Hochzeit meiner Schwester

## Auszeichnungen
- 1978, 1980: Silberner Bravo Otto
- 1979: Goldener Bravo Otto